# Arco Novo
O Arco Novo foi um antigo arco em Roma, localizado na Via lata (agora a Via del Corso), no local da igreja de Santa Maria in Via Lata.

## História

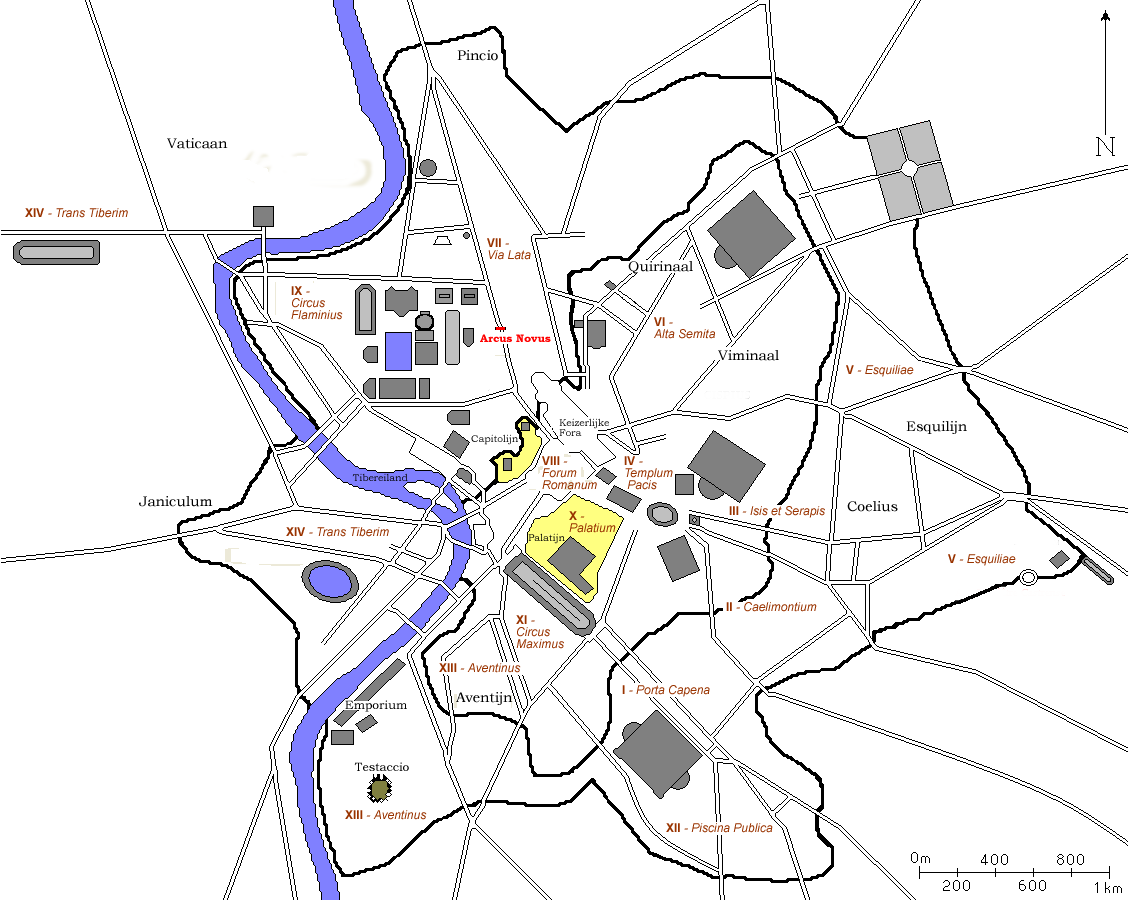
Localização do Arco Novo

O arco foi dedicado para Diocleciano tanto para a ocasião de sua decenália em 293 d.C., ou seu triunfo celebrado com Maximiano em 303–304. O nome Arcus Novus (Arco Novo) provavelmente refere para o anterior Arco de Cláudio na mesma rua.
Foi destruído pelo Papa Inocêncio VIII em 1491 a fim de reconstruir a vizinha igreja. Os últimos vestígios, incluindo uma peça descrevem um braço feminino em tentativa de queimar a inscrição precedente sob um escudo, desaparecido em 1523. Apenas os fragmentos dos relevos que decoram o arco nos são sobreviventes, conservados na Villa Médici onde adornam a fachada do jardim.

## Descrição
O Arco Novo foi decorado com relevos reusados (spolia) de um grande altar do período júlio-claudiano, mais provavelmente o Ara Pietatis, enquanto as colunas plintas foram decoradas com imagens de Vitória, prisioneiros bárbaros e o Dioscuri, provavelmente da fachada do próximo Templo do Sol de Aureliano. O arco foi destruído em 1491 por ordem do Papa Inocente VIII durante a reconstrução de Santa Maria in Via Lata.
Fragmentos dos relevos foram descobertos em 1523 e adicionados para a coleção de Della Valle antes de ser adquirido pelo Cardeal Fernando de Médici em 1584, de onde os plintos encontraram seu caminho para os Jardins Boboli em Florença. Outros fragmentos do período Antonino, reusados por Diocleciano, foram incluídos na fachada posterior da Villa Médici do cardeal em Roma. Escavações mais recentes realizadas entre 1923–1933 descobriram amplos fragmentos agora no Centrale Montemartini.

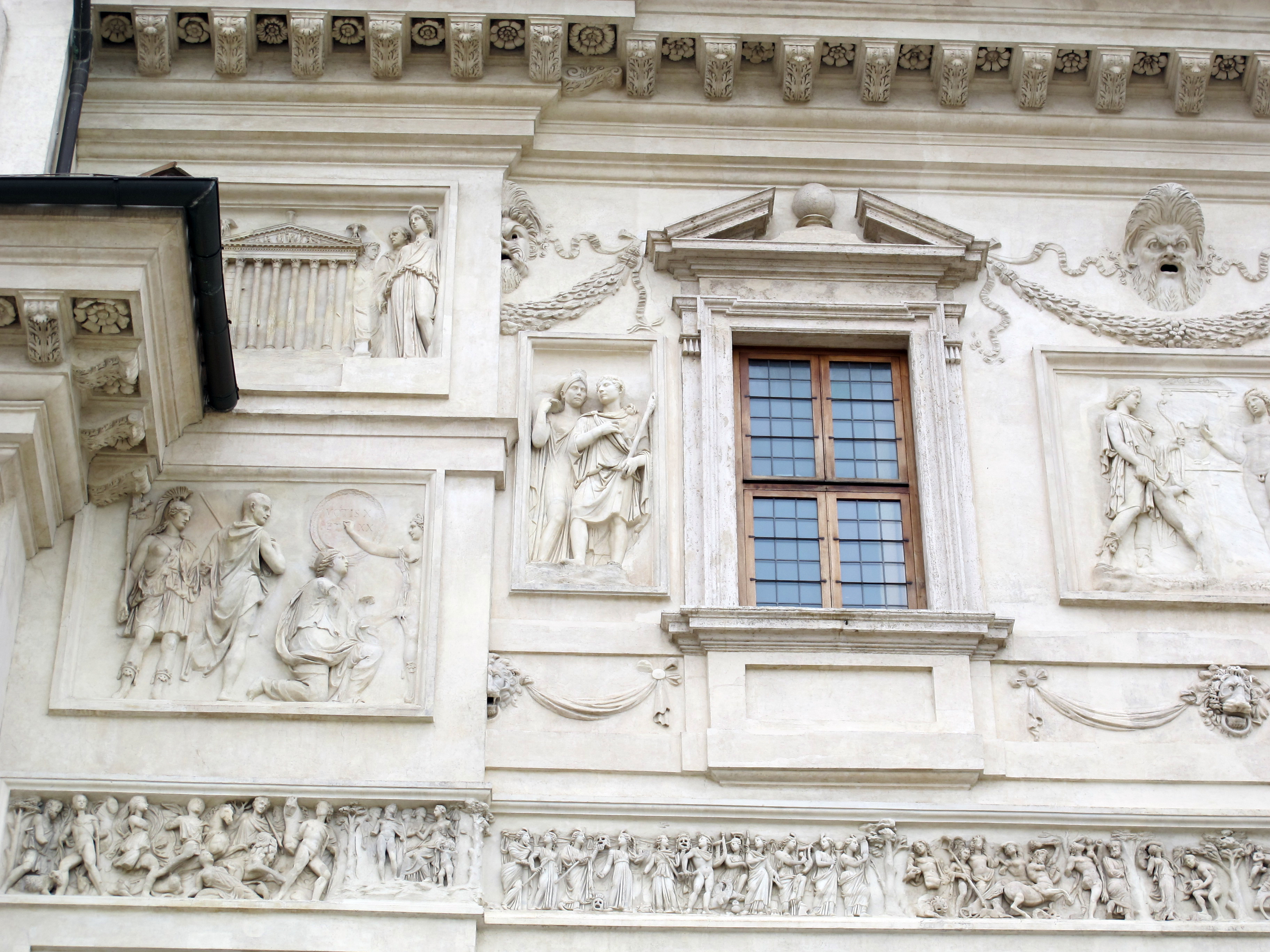
Relevos do Arco Novo incorporados na Vila Médici
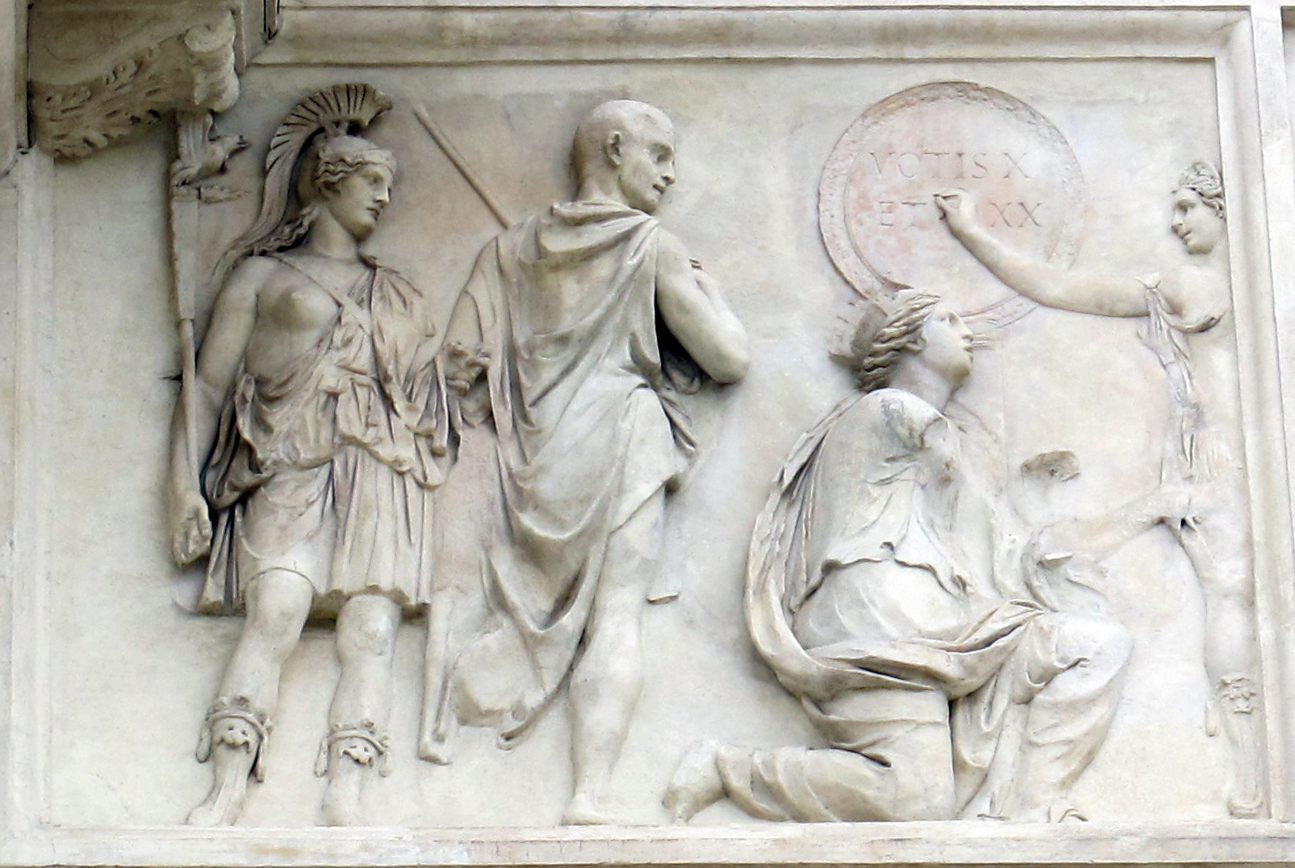
Detalhe